# Dav Pilkey
David Murray “Dav” Pilkey Jr. (4 de marzo de 1966) es un escritor e ilustrador estadounidense.

## Biografía
Mientras asistía a la primaria, en Elyria, Ohio, fue diagnosticado con TDAH y dislexia. Era regañado frecuentemente por su comportamiento en clase y usualmente mandado fuera del salón para sentarse en una mesa en el corredor. Fue en los pasillos donde creó el personaje de Capitán Calzoncillos. Asistió a la Universidad estatal Kent. Pilkey presentó su primer libro, World War Won, en una competencia nacional para autores estudiantes y ganó en su categoría. Sus primeros libros fueron publicados en 1987 como parte del premio.
La forma atípica de escribir su nombre viene del periodo cuando trabajaba en un Pizza Hut, cuando la “e” fue omitida de la etiqueta con su nombre. Aun así, mientras se escribe D-A-V, su pronunciación sigue siendo “Dave”.
En 2005, se casó con Sayuri Pilkey; y no han tenido hijos.
Pilkey tomó un descanso por algunos años para ocuparse de la enfermedad terminal de su padre (quien murió el 13 de noviembre de 2008), pero en 2010 acordó con la editorial Scholastic para publicar cuatro nuevos libros. Los primeros dos fueron novelas gráficas: Las Aventuras de Huk y Gluk, Los Cavernícolas Kung-Fu del Futuro, publicado el 10 de agosto de 2010; y Super Diaper BABy 2: Invasion of the Pott en enero de 2013.

### Dragon
- A friend for dragon (1990)
- Dragon gets by(1991)
- Dragon's Fat Cat (1992)
- Dragon's Halloween (1993)
- Dragon's Merry Christmas (1994)

### Dumb Bunnies
- The Dumb Bunnies (1994)
- The Dumb Bunnies' Easter (1995)
- Make Way for Dumb Bunnies (1996)
- The Dumb Bunnies Go to the Zoo (1997)

Pilkey escribió los libros de Dumb Bunnies bajo el pseudónimo de Sue Denim. Ha declarado que la serie fue inspirada por The Stupids.

### Captain Underpants
- The Adventures of Captain Underpants (septiembre 1997)
- Captain Underpants and the Attack of the Talking Toilets (enero 1999)
- Captain Underpants and the Invasion of the Incredibly Naughty Cafeteria Ladies from Outer Space (1999)
- Captain Underpants and the Perilous Plot of Professor Poopypants (2000)
- The Captain Underpants Extra-Crunchy Book o' Fun (2001)
- Captain Underpants and the Wrath of the Wicked Wedgie Woman (2001)
- The All New Extra Crunchy Captain Underpants Book O' Fun 2 (2002)
- Captain Underpants and the Big, Bad Battle of the Bionic Booger Boy, Part 1: The Night of the Nasty Nostril Nuggets (2003)
- Captain Underpants and the Big, Bad Battle of the Bionic Booger Boy, Part 2: The Revenge of the Ridiculous Robo-Boogers (2003)
- Captain Underpants and the Preposterous Plight of the Purple Potty People (2006)
- Captain Underpants and the Terrifying Re-Turn of Tippy Tinkletrousers (agosto de 2012)
- Captain Underpants and the Revolting Revenge of the Radioactive Robo-Boxers (enero de 2013)
- Captain Underpants and the Tyrannical Retaliation of the Turbo Toilet 2000 (agosto de 2014)[12]]
- Captain Underpants and the Sensational Saga of Sir Stinks-A-Lot (agosto de 2015)

### Captain Underpants spin-offs
- The Adventures of Super Diaper Baby (2002)
- The Adventures of Ook and Gluk: Kung-Fu Cavemen from the Future (2010)
- Super Diaper Baby 2: The Invasion of the Potty Snatchers (2011)
- The Adventures of Ook and Gluk Jr. Kung-Fu Cavekids in Outer Space (2015)
- Dog Man: World's Greatest Cop (2016)9]
- Dog Man: Unleashed (3 de enero de 2017)
- The Adventures of Ook and Gluk Jr.: Kung-Fu Cavekids in Outer Space (TBA)
- Dog Man: A Tale of Two Kitties (29 de agosto de 2017)[13]]
- Dog Man and Cat Kid (December 26, 2017)[14]

Pilkey escribió estos libros bajo el seudónimo de Harold Hutchins y de George Beard.

### Ricky Ricotta's Mighty Robot
- Ricky Ricotta's Mighty Robot
- Ricky Ricotta's Mighty Robot vs. the Mutant Mosquitoes from Mercury
- Ricky Ricotta's Mighty Robot vs. the Voodoo Vultures from Venus
- Ricky Ricotta's Mighty Robot vs. the Mecha Monkeys from Mars
- Ricky Ricotta's Mighty Robot vs. the Jurassic Jackrabbits from Jupiter
- Ricky Ricotta's Mighty Robot vs. the Stupid Stinkbugs from Saturn
- Ricky Ricotta's Mighty Robot vs. the Uranium Unicorns from Uranus
- Ricky Ricotta's Mighty Robot vs. the Naughty Night Crawlers from Neptune
- Ricky Ricotta's Mighty Robot vs. the Un-Pleasant Penguins from Pluto
- Ricky Ricotta's Mighty Robot Astro-Activity Book o' Fun

### Big Dog & Little Dog
- Big Dog and Little Dog (1997)
- Big Dog and Little Dog Going for a Walk (1997)
- Big Dog and Little Dog Getting in Trouble (1997)
- Big Dog and Little Dog Wearing Sweaters (1998)
- Big Dog and Little Dog Making a Mistake (1999)
- The Complete Adventures of Big Dog and Little Dog (1999)

### Otros libros
- World War Won (1987)
- Don't Pop Your Cork on Mondays (1988) Solo ilustraciones.
- 'Twas the Night Before Thanksgiving (1990)
- The Place Nobody Stopped (1991) Solo ilustraciones.
- Julius (1993) Solo ilustraciones.
- Kat Kong (1993)
- Dogzilla (1993)
- Dog Breath!: The Horrible Trouble With Hally Tosis (1994)
- The Moonglow Roll-O-Rama (1995)
- The Hallo-Wiener (1995)
- When Cats Dream (1996)
- God Bless the Gargoyles (1996)
- The Paperboy (1996)
- The Silly Gooses (1998)
- Comics Squad: Recess! (2014) contribuyó como escritor/ilustrador en esa antología.
- Guys Read: Terrifying Tales (2015) contribuyó como escritor/ilustrador en esa antología.
- One Today (2015) solo ilustraciones.[15]